# Leonid Hurwicz

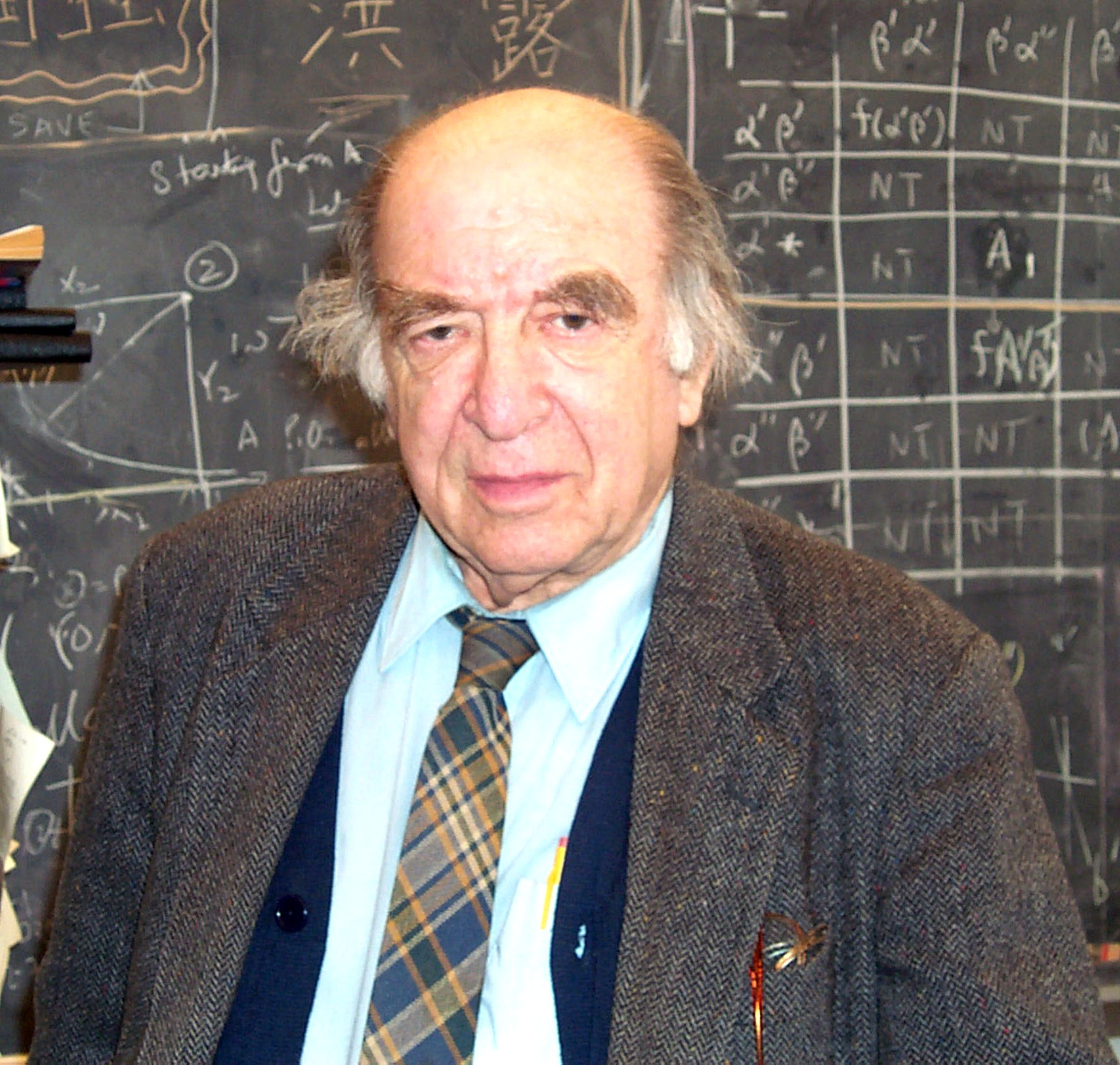
Leonid Hurwicz (2005)

Leonid Hurwicz (* 21. August 1917 in Moskau; † 24. Juni 2008 in Minneapolis, Minnesota) war ein US-amerikanischer Wirtschaftswissenschaftler und Nobelpreisträger. Er war Emeritus der University of Minnesota und galt als Begründer der Mechanism-Design-Theorie, die später von Eric S. Maskin und Roger B. Myerson wesentlich weiterentwickelt wurde.

## Leben
Hurwicz wurde als Sohn polnisch-jüdischer Eltern 1917 in Moskau geboren. Seine Familie kehrte nach dem Kriegsende Anfang 1919 zurück nach Warschau, wo er zur Schule ging und später auch die Universität besuchte. 1938 beendete er das Studium an der Universität Warschau als Magister beider Rechte. Von 1935 bis 1938 absolvierte er sowohl ein Studium für Experimentalphysik als auch am Musikkonservatorium ein Studium für Piano. Nach dem Besuch der London School of Economics 1938 bis 1939 ging Hurwicz bei Ausbruch des Zweiten Weltkrieges in die Schweiz und emigrierte 1940 in die USA. Hier arbeitete er unter anderem mit dem Nobelpreisträger Paul A. Samuelson zusammen. Als Gastprofessor war er unter anderem an der Harvard University und der Stanford University tätig.
In der wirtschaftswissenschaftlichen Lehre breit durchgesetzt hat sich die nach ihm benannte Hurwicz-Regel, die zur Wahl zwischen Alternativen bei Unsicherheit angewendet werden kann.

## Auszeichnungen
1965 wurde Hurwicz in die American Academy of Arts and Sciences gewählt, 1974 in die National Academy of Sciences.
Hurwicz wurde 2007 gemeinsam mit Eric Maskin und Roger Myerson für die Arbeit beim Entwurf ökonomischer Mechanismen der Nobelpreis für Wirtschaftswissenschaften verliehen. Er war zum Zeitpunkt der Verleihung mit 90 Jahren der bis dahin älteste Preisträger.